# Sólveig Pétursdóttir

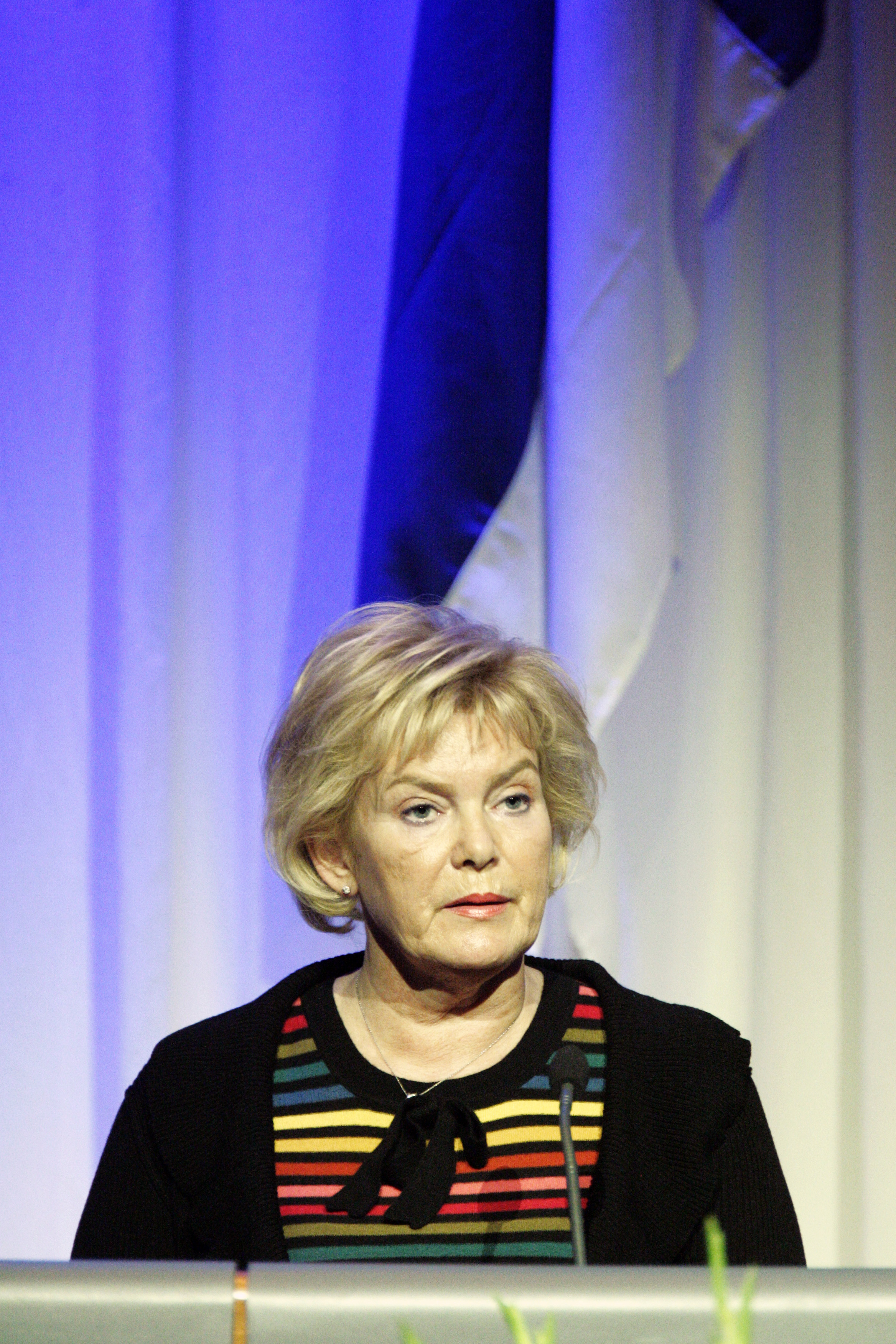
Sólveig Pétursdóttir

Sólveig Guðrún Pétursdóttir (* 11. März 1952 in Reykjavík) ist eine isländische Politikerin (Unabhängigkeitspartei).

## Leben
Sólveig Pétursdóttir hat an der Universität Island Rechtswissenschaft studiert und erhielt 1980 die Zulassung als Rechtsanwältin vor dem Amtsgericht. Sie war unter anderem in einem Anwaltsbüro tätig, Lehrerin an der Isländischen Handelsschule (Verzlunarskóli Íslands) und gehörte von 1986 bis 1990 dem Stadtrat von Reykjavík an. Von 1991 bis 2007 war Sólveig Pétursdóttir Abgeordnete des isländischen Parlaments Althing, zuerst für den damaligen Wahlkreis der Hauptstadt Reykjavík, von 2003 bis 2007 für den Wahlkreis Reykjavík-Süd. Von 1999 bis 2003 amtierte sie als Ministerin für Justiz und Religion. Von 2005 bis 2007 war sie Parlamentspräsidentin.